# هیستینگز (اکلاهما)
هیستینگز(به انگلیسی: Hastings) شهری در ایالت اکلاهما کشور ایالات متحده آمریکا است که جمعیت آن در سرشماری سال ۲۰۱۰ میلادی، ۱۴۳ نفر بوده‌است.